# Alexis Lépicier
Alexis-Henri-Marie Lepicier, OSM (Vaucouleurs, 28 de fevereiro de 1863 - Roma, 20 de maio de 1936) foi um cardeal da Igreja Católica Romana que era Prefeito da Sagrada Congregação para os Religiosos.
Lépicier nasceu em Vaucouleurs, na França. Ele se juntou à Ordem dos Servos de Maria em 1 de março de 1878 em Londres. Frequentou o Seminário de Saint-Sulpice em Paris e a Pontifícia Universidade Urbaniana "De Propaganda Fide" em Roma. Ele foi ordenado sacerdote em 19 de setembro de 1885 em Londres. Ele serviu como Mestre dos noviços de 1890 até 1892 e foi membro docente do Pontifício Ateneu Urbano "De Propaganda Fide", de 1892 até 1913. Ele serviu como Reitor do Colégio Servito, Roma de 1895 até 1913 e foi Procurador Geral de sua ordem em 1901. Ele foi nomeado Visitante Apostólico e delegado para a Escócia pelo Papa Pio X e esteve na Escócia de 1912-1913.

## Episcopado
Foi nomeado Arcebispo titular de Tarso em 22 de maio de 1924. Foi designado Visitador Apostólico das dioceses das Índias Orientais, dependente da Congregação para a Propagação da Fé, em 11 de junho de 1924, e serviu como Visitador Apostólico da Abissínia e da Eritreia em 1927.

## Cardeal
Ele foi criado e proclamado Cardeal-Sacerdote de Santa Susanna no consistório de 19 de dezembro de 1927 pelo Papa Pio XI. Ele foi então nomeado como Prefeito da Sagrada Congregação para os Religiosos em 1928. Ele renunciou a prefeitura no último dia de 1935. Ele morreu em 1936.